# Machimus novarensis
Machimus novarensis är en tvåvingeart som beskrevs av Ignaz Rudolph Schiner 1868. Machimus novarensis ingår i släktet Machimus och familjen rovflugor.
Artens utbredningsområde är Madeira. Inga underarter finns listade i Catalogue of Life.